# Jerzy Potrzebowski
Jerzy Potrzebowski (ur. 1921 w Sandomierzu, zm. w czerwcu 1974 w Krakowie) – polski malarz, podczas II wojny światowej działacz konspiracyjny, więzień niemieckich obozów KL Buchenwald i KL Auschwitz. 

## Studia
Studia malarskie w latach 1945–1950 w Akademii Sztuk Pięknych w Krakowie pod kierunkiem Fryderyka Pautscha, Ignacego Pieńkowskiego, Zygmunta Radnickiego i Czesława Rzepińskiego.

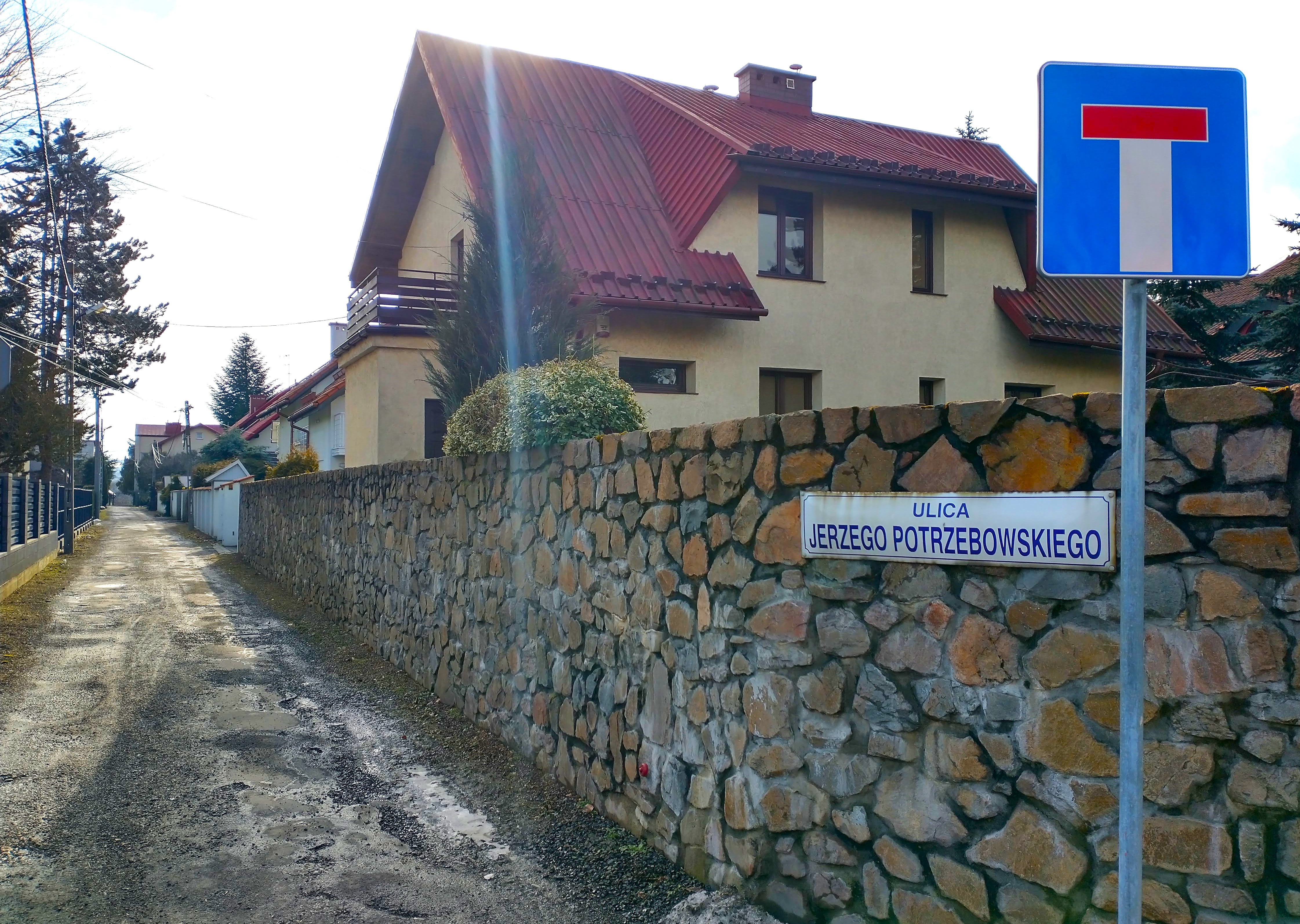
Ulica Jerzego Potrzebowskiego na krakowskim Bieżanowie

## Działalność artystyczna
W swojej twórczości formalnie i tematycznie nawiązywał do realistycznego malarstwa przełomu XIX i XX w., malując nastrojowe pejzaże, portrety (w tym liczne portrety dzieci), kwiaty, sceny rodzajowe i batalistyczne. Znane są jego obrazy przedstawiające wyjazdy i powroty z polowania, sanny, zaprzęgi czy walczące koguty. Inspiracje znajdował w literaturze, malując sceny z Trylogii Sienkiewicza (Kmicic w obronie Jana Kazimierza) i w poezji (cykl Zaczarowana dorożka). W 1956 został członkiem ogólnopolskiej grupy „Zachęta”. Uczestniczył w wystawach tej grupy oraz w wielu innych wystawach w Warszawie, Krakowie, Poznaniu, Katowicach. W 1965 nawiązał kontakt z Bohmans Art Gallery w Sztokholmie, a jego prace zaczęły pojawiać się także na wystawach zagranicznych – w Wiedniu, Sztokholmie, Londynie, Nowym Jorku. 
Największą wystawę indywidualną twórczości Jerzego Potrzebowskiego zorganizowało w 1970 Towarzystwo Przyjaciół Sztuk Pięknych.
Jego prace poświęcone pobytowi w niemieckich obozach koncentracyjnych znajdują się w Państwowym Muzeum Auschwitz-Birkenau w Oświęcimiu.